# Кулак возмездия
«Кулак возмездия» или «В когтях орла» (кит. 頂天立地) — гонконгский фильм с боевыми искусствами режиссёра Чжу Му, вышедший в 1973 году. Джеки Чан исполнил в фильме второстепенную роль артиста пекинской оперы, пожертвовавшего своей жизнью, сразившись с японскими преступниками.

## Сюжет
Во время Второй мировой войны японская армия оккупировала Северный Китай, в результате чего на той территории от рук оккупантов регулярно погибали китайские патриоты и обычные граждане. Актёр китайской труппы, Тан Цзинфэн, изображает на сцене национального героя Китая Вэнь Тяньсяна с целью побудить горожан бороться с японскими военными. Во время выступления на место прибывают японские военные с намерением взять под стражу актёра, однако в итоге все они погибают после отпора со стороны Цзинфэна и других актёров.
Когда Цзинфэн вместе с другими актёрами пекинской оперы, придя на контрольный пост, видят нападение японцев на рядовых граждан, парень снова крушит японскую армию и уходит.
Японский командир заявляет лояльному китайскому лицу, господину Цзяну, о необходимости схватить или уничтожить всех китайских повстанцев в округе, для чего привлекает к выполнению этой задачи трёх японских военных, среди которых полковник Икеда. В дальнейшем эти трое выполняют миссию под видом обычных горожан. В ходе её выполнения погибают несколько членов китайской семьи, приютившей беглых актёров. Цзинфэн, узнав о случившемся, избивает одного из японской троицы. На улице города появляется объявление о награде тем, кто поможет схватить актёров-беглецов.
Во время прогулки Си Цзы и Цюфэн, выжившие актёр и актриса труппы, попадают в засаду вооружённых японских молодых людей. В результате девушка попадает под арест, а избитому парню удаётся сбежать, найти Цзинфэна и рассказать ему о случившемся.
Тан Цзинфэн отправляется спасать Цюфэн, но, когда приходит в японскую организацию, не успевает спасти девушку, которая до этого подверглась нападкам со стороны японца Икеды, полковника Икеды. Разозлённый Цзинфэн бежит на помощь своим товарищам, и убивает японских бойцов во имя мести за всех своих убитых соратников.

## В ролях
| Актёр       | Роль                     |
| ----------- | ------------------------ |
| Вон Чхин    | Тан Цзинфэн              |
| Юань Цю     | Мэн Цюфэн                |
| Коу Ён      | учитель Мэн              |
| Джеки Чан   | Си Цзы                   |
| Куок Чукхин | жена Ша Минли            |
| Цзян Нань   | г-н Цзян                 |
| Ван Чэнь    | г-н Фан                  |
| Чжу Му      | японский командир        |
| Алекс Лун   | полковник Икеда (Читянь) |
| Ям Хо       | Соломенная Шляпа         |
| Ли Вэньтай  | Ша Минли                 |
| Хао Люйжэнь | рикша                    |

## Съёмочная группа и технические данные
- Кинокомпания: Great Earth Film Company
- Продюсер: Хой Нин
- Режиссёр: Чжу Му[кит.]
- Режиссёрская группа: Чжу Му, Юнь Чхёнъянь[кит.], Ван Кайи
- Оператор: Нгай Хойфун
- Монтажёр: Лян Винчань
- Язык: путунхуа
- Продолжительность: 87 мин.
- Формат фильма: цветной, плёнка 35 мм, формат 2,35:1. Звук – моно